# Park (Kasteel Staverden)
Het park bij Kasteel Staverden werd in de jaren 1907 en 1908 aangelegd op het landgoed Staverden door de tuinarchitect Petrus Hermannus Wattez, waarbij hij gebruik maakte van elementen die al in de 18e eeuw en daarvoor waren aangelegd.

## Beschrijving
De eerste aanleg van een parkachtig landschap bij het kasteel Staverden dateert uit de 17e eeuw toen er nabij het kasteel een lanenstelsel werd gerealiseerd. Op het einde van de 18e eeuw maakte de tuinarchitect Johann Georg Michael van de directe omgeving van het kasteel een park in de zogenaamde Engelse landschapsstijl. Hij kon daarbij gebruikmaken van de Staverdensche Beek die dwars door het gebied liep. Uit die tijd dateeren de vijvers en de slingerpaden door het park. Toen s'Jacob in 1905 het landgoed Staverden kocht en het kasteel liet verbouwen gaf hij de tuinarchitect Petrus Hermannus Wattez de opdracht om ook het park opnieuw in te richten. Deze handhaafde voor een deel het oorspronkelijke karakter van het park, maar voegde er ten zuiden van het kasteel een meer formele, geometrische tuin met een doolhof aan toe.

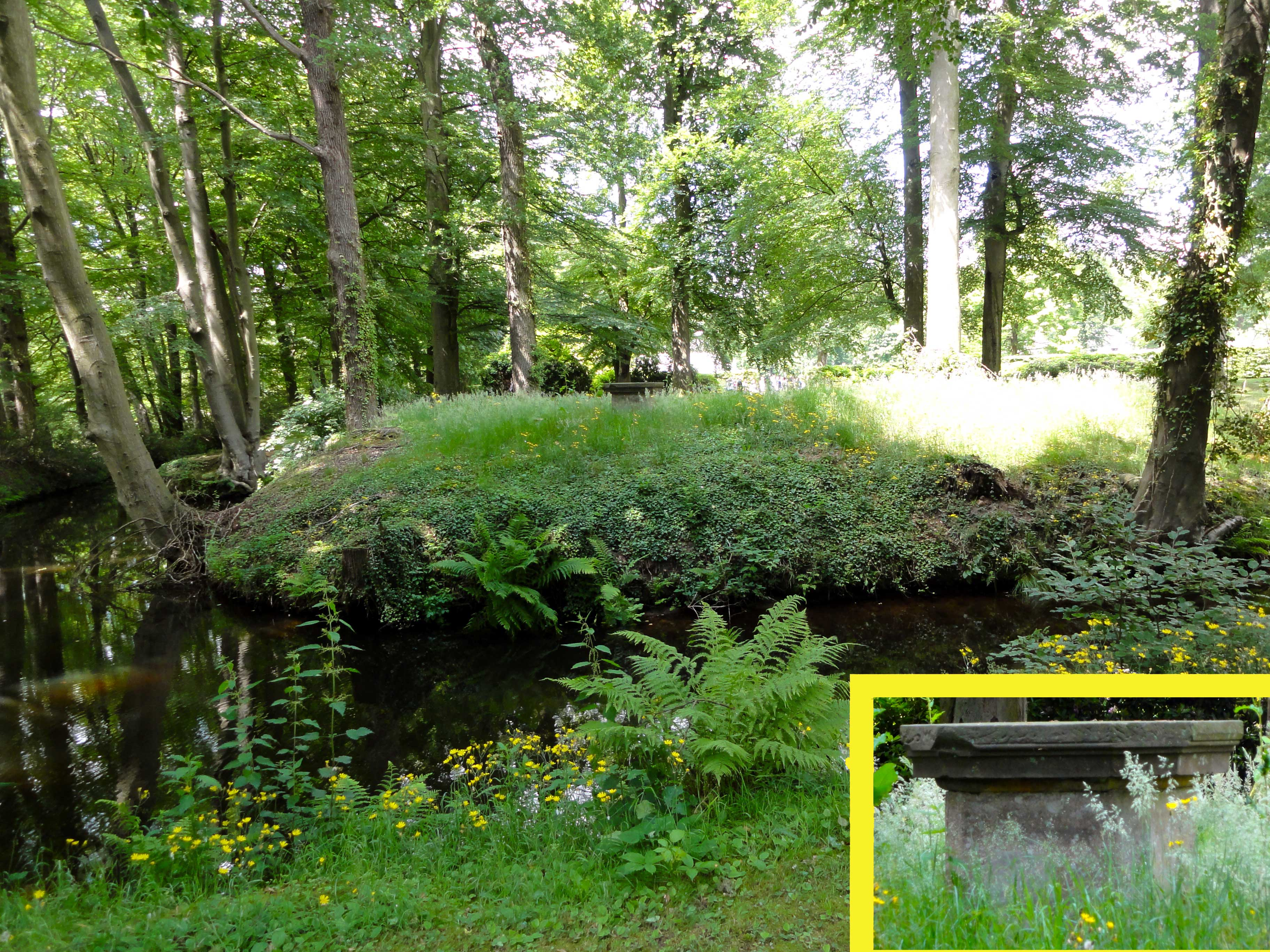
De Leonorapol met sokkel

In het park ligt de zogenaamde Lenorapol, een eilandje in de Molenbeek, waarop een sokkel staat met de tekst "Lenora 1353" . Deze sokkel is een herinnering aan een zekere Leonora die in de 14e eeuw op het langoed Staverden verbleef. Volgens een legende zou dit ene Leonora van Barchem geweest zijn, een waarschijnlijk fictieve figuur bezongen door de dichter Staring. De Rijksdienst voor het Cultureel Erfgoed vermeldt echter dat de gedenksteen verwijst naar Eleonora van Engeland, echtgenote van Reinoud II van Gelre. Zij werd beschuldigd van melaatsheid en werd verstoten door haar echtgenoot.
Het park bij Kasteel Staverden is erkend als rijksmonument vanwege de tuinhistorische, de stedenbouwkundige en de cultuurhistorische waarde. Het feit dat de oorspronkelijk aanleg nog voor een deel te herkenbaar is, het beeldbepalende karakter en de samenhang met de overige monumentale onderdelen van het landgoed speelden een rol bij de aanwijzing tot rijksmonument.